# ووسکهاسک
ووسکهاسک (به ارمنی: Ոսկեհասկ) یک شهرک در ارمنستان است که در استان شیراک واقع شده‌است.  در  کیلومتری شمال گیومری، مرکز استان شیراک واقع شده است.

## خصوصیات
ووسکهاسک ۱٬۹۵۸ نفر جمعیت دارد و در ارتفاع  متر بالاتر از سطح دریا قرار گرفته است.